# A8 (Polen)
De A8 of Autostrada 8 of Autostradowa Obwodnica Wrocławia (de snelweg Bypass Wroclaw) - is een autosnelweg in Polen, die onderdeel uitmaakt van DK8. De A8 heeft een lengte van 33 kilometer, de overige 557 kilometer van het traject wordt uitgevoerd als expresweg S8. Aan een expresweg worden in Polen minder eisen gesteld dan aan een echte autosnelweg. Zo geldt het vereiste, dat de afritten minimaal 3,5 km uit elkaar moeten liggen, niet en mag er slechts 120 km/u worden gereden, tegen 140 km/u op de autosnelweg.
Het gedeelte dat A8 is, leidt vanaf de A4 naar en om de stad Wrocław heen, vervolgens gaat de weg verder als S8 naar Łódź en Warschau. Vanaf hier heet de S8 ook wel Via Baltica die naar de grens met Litouwen (en verder) voert.
De A8 is in etappes opengesteld. De voltooiing van de A8, waaronder de brug over de Oder, heeft plaatsgevonden in augustus 2011.
A1 · A2 · A4 · A6 · A8 · A18 · A50
S1 · S2 · S3 · S5 · S6 · S7 · S8 · S10 · S11 · S12 · S14 · S16 · S17 · S19 · S22 · S50 · S51 · S52 · S61 · S74 · S79 · S86